# ワルツイ短調 (ショパン)
ワルツ イ短調（ワルツ イたんちょう） KK. IVb-11（遺作） は、フレデリック・ショパンが作曲したピアノのためのワルツの小品である。通し番号を付けてワルツ第19番と呼ばれることもある。作曲年は1843年から1848年の間とされ、シャルロット・ド・ロチルド（シャーロット・ド・ロスチャイルド）夫人あるいはその娘のために作曲された。

## 概要
初版は、ショパンによるこのワルツのスケッチ（裏面に『夜想曲第21番 ハ短調 KK. IVb-8』の自筆草稿）と清書譜、『夜想曲 ハ短調』の製版用自筆譜を所持していたシャルロット・ド・ロチルドが私家版で出版した「ナタニエル・ド・ロチルド男爵夫人によるピアノのための4つの小品」（パリ、ジャック・マオ社）であり、前述の清書譜が第3曲『ワルツ』と、『夜想曲 ハ短調』の製版用自筆譜が第1曲『夜想曲』と一致する。第2曲『ポルカ ハ短調』、第4曲『ワルツ ヘ短調』と一致するショパンの手稿譜は見つかっていない。ジャン＝ジャック・エーゲルディンゲルは、1847年にショパンがシャルロットの父ジェムス・ド・ロチルド男爵のフェリエール宮殿滞在中にシャルロットに作曲の手ほどきをしていたときに書かれた作品であり、この作品を含む「4つの小品」が1870年から1872年に出版されたと推定した。1872年には「4つの小品」のうちこのワルツ（第3曲）と第4曲の編曲が「ナタニエル・ド・ロチルド男爵夫人によるピアノとチェロのための2つの小品」（パリ、ジャック・マオ社）として私家版で出版され、オーギュスト・フランショームに献呈された。シャルロット・ド・ロチルドの死後、所持していた自筆譜は1901年に遺族によりパリ国立音楽院図書館に寄贈され、1964年以降はフランス国立図書館音楽部門の所蔵となった。清書譜には "Walec" [sic], "Allegretto" のタイトルと速度記号が付され、全56小節が片面に書かれている。ショパンの作品としての初出版は1955年5月であり、フランスの音楽雑誌「ルヴュ・ミュジカル」に掲載された。

## 曲の構成
イ短調、アレグレット、三部形式。
A（16節）-B（8節）-A（途中でイ長調に転調する）-c（コーダ）。全体にシンプルな構成となっており、しかも短いため演奏も比較的容易である。